# 日本女子プロ野球機構
日本女子プロ野球機構（にほんじょしプロやきゅうきこう、通称：JWBL）は、2009年8月17日に日本における女子プロ野球リーグ創設のため、わかさ生活を株主として設立されたプロ野球リーグ運営法人。名称は一般社団法人日本女子プロ野球機構。本部は京都府京都市。
2021年7月21日、所属選手が0人となったため、事実上の消滅状態となり、同年12月30日に正式に「無期限の活動休止」を発表した。

## 沿革

### 2009年
- 8月17日 「株式会社日本女子プロ野球機構（Girls Professional Baseball League。略称：GPBL。2013年に英語名称を変更。）」設立（代表：片桐諭、スーパーバイザー：太田幸司）。
- 8月18日 関西を中心に女子硬式野球リーグの創設を目指し、同年8月24日に大阪市内の会見で概要を発表予定と公表。
- 8月24日 関西の2チーム（京都府と関西圏で本拠地調整中の各1チーム）で2010年4月開幕予定と発表[6]。
- 10月2日 トライアウトを2009年10月30日に関西（わかさスタジアム京都）、2009年11月4日に関東（西武ドーム）で行うと発表。
- 10月30日 第1回合同トライアウト（関西会場）開催（エントリー者数：73名、参加者数：17 - 35歳の71名、1次試験通過者数：34名）。
- 11月4日 第1回合同トライアウト（関東会場）開催（エントリー者数：62名、参加者数：17 - 43歳の58名、1次試験通過者数：33名）。
- 11月24日 第1回合同トライアウトの合格者が発表された（合格者：30名）。
- 12月21日 第1回女子プロ野球ドラフト会議開催。同時に球団名も「京都アストドリームス」と「兵庫スイングスマイリーズ」に決定した。橋本聖子日本スケート連盟会長の名誉顧問就任も発表された。

### 2010年
- 3月3日 初年度リーグ公式戦日程（開幕戦：4月23日、わかさスタジアム京都　京都アストドリームスvs兵庫スイングスマイリーズ）、チームユニフォーム（協力：ミズノ）、球団マスコットキャラクター（愛称募集）をミズノクリスタにて発表。
- 3月23日 2010年に開催が予定されている「第4回IBAF女子野球ワールドカップ」の日本代表セレクションについて、当リーグ所属全30選手はエントリーを控えると発表。
- 4月23日 1年目のシーズンが開幕し、59年振りに女子プロ野球が復活。2295人（報道された速報値[7]。その後、確定値2653人を正式発表）の観客を集め、深夜に地上波で中継録画放送（ABCテレビ）も行われた。
- 5月1日 5月9日開催予定の第4戦を突然中止すると発表。中止理由として公式サイトでは「公式戦運営環境が整わないため」としか発表されていない。しかし報道によると、9日に試合が予定されていた神戸総合運動公園サブ球場は最大1000人程度（内野席約600席）しか収容できないため、予想される観客（開幕から3試合の平均入場者数約2600人）を収容しきれない可能性が高く、中止を決断したとしている[8][9]。また、同球場で予定していた残り8試合を全て白紙に戻し、別の大きな球場に移して行う方針で、関係者が代わりの球場探しを進めているとしている[10][11]。
- 5月18日 神戸総合運動公園サブ球場で5月に開催予定だった2試合分について、6月にスカイマークスタジアムで開催する方針が発表された[12]。またリーグ戦を前後期の2期制（各20試合）に急遽変更し、前後期で優勝チームが異なる場合に優勝決定戦を実施するとした。
- 6月1日 前期の20試合の日程を改めて発表[13]。同時に、後期については関西地区以外でのリーグ戦開催も検討していることを明らかにし、後に発表された公式日程で関西地区以外では西武ドーム、明治神宮野球場、ナゴヤドームで各1試合行なわれることとなった。
- 6月23日 この日の試合で兵庫が勝利し、前期の優勝を決める。
- 8月7日 第2回合同トライアウトを2010年9月17日にわかさスタジアム京都で行うと発表。
- 9月17日 第2回合同トライアウト開催（エントリー者数：106名、参加者数：17 - 30歳の105名、1次試験通過者数：30名）。
- 9月29日 この日の試合で兵庫が勝利し、後期の優勝及び完全優勝を決める。
- 9月30日 第2回合同トライアウトの合格者が発表された（合格者：6名）。
- 12月20日 2010年度コンベンション開催。公式記録表彰などが行われ、新入団選手も発表された。

年間MVP（角谷賞）は川保麻弥（スマイリーズ）が受賞。

### 2011年
- 3月13日 2011年シーズンから2点のルール変更を行うと発表[14]。変更内容は、国際ルールに準拠させるための「イニング数の変更（9イニング制→7イニング制）」と投手を投手として、打者は打者として育てるための「指名打者(DH)制の導入」の2点。
  - この年から年間40試合（前後期それぞれ20試合）の公式リーグ戦とは別に、女子野球の普及と促進を目指した「シンデレラシリーズ（ガラスのスパイクを届けに）」と題して、当時参加していた2チームが属す京都府と兵庫県以外での地方開催を10試合開催する。地元の女子スポーツ選手を始球式やトークショーなどのゲストに招き、スポーツでの地域交流をテーマに掲げて展開する
- 7月 駒谷麻妃投手がシーズン途中退団。
- 8月15日 2012年のリーグ運営について発表し、来季から「関西地区に新球団を発足させる（3球団目、本拠地未発表）」、「ユースチームを発足させる」の2点を正式発表[15]。
- 9月4日 初のアンテナショップとなる「日本女子プロ野球グッズ＆チケットショップ」を京都にオープン（9月3日オープン予定が台風のため、一日順延）[16][17]。
- 11月11日 第1回女子野球ジャパンカップを開催[18]。
- 11月13日 第1回女子野球ジャパンカップにて準決勝までにプロ勢全てが敗退
- 12月13日 大阪ブレイビーハニーズの参入を発表。拡張ドラフトは行わず、機構から選手の振り分けが発表され、小西美加らの大阪移籍が発表された。
- 12月13日 野々村聡子、深澤美和の2選手の退団を発表。当初理由を公表しなかったために機構に問い合わせが殺到し、後日戦力外通告を行なったことを公表した。また後日、萩原麻子と合田智子の退団も発表。萩原は戦力外と発表されたが、合田については理由は公表されていない。
- 12月23日、リーグコンベンションにて新人選手のチーム振り分けを発表した。年間MVP（角谷賞）は小西美加（スマイリーズ）が受賞。
- 第1回 女子野球ジャパンカップ＠わかさスタジアム京都【優勝：埼玉栄高校】[19]
  - 【高校】埼玉栄高校／花咲徳栄高校／神村学園高等部／福知山成美高校
  - 【大学】南九州短期大学／大阪体育大学／平成国際大学／至学館大学
  - 【クラブ】アサヒトラスト
  - 【プロ】兵庫スイングスマイリーズ／京都アストドリームス

### 2012年
- 大阪ブレイビーハニーズが加わり、2チームから3チーム制に。
- 2012年シーズンから選手名表示を名字から名前表示にした（例：小西美加→美加、KONISHI→K.MIKA）[20]。
- 2012年からわかさスタジアム京都での開催に限り、両翼90mの箇所にラッキーゾーン（仮設ネット）を設置。[21]
- 3月12日、本年度リーグ戦の概要発表[21]
- 4月21日・22日、女子日本代表との強化試合を実施。その結果、GPBLから6人の選手が代表候補入り[22]。
- 12月25日、リーグコンベンションを実施。年間MVP（角谷賞）は小西美加（ハニーズ）が受賞。
- 第2回 女子野球ジャパンカップ＠わかさスタジアム京都【優勝：兵庫スイングスマリーズ】[19]
  - 【高校】花咲徳栄高校／神村学園高等部／蒲田女子高校／埼玉栄高校／福知山成美高校
  - 【大学】平成国際大学／尚美学園大学
  - 【クラブ】チーム侍
  - 【プロ】大阪ブレイビーハニーズ／兵庫スイングスマイリーズ／京都アストドリームス

### 2013年
- 1月17日、2013年度新体制発表会が行われ、新球団名（イースト・アストライア）と所属選手が発表された。新体制では東西2球団が前後期制で戦う「ヴィクトリアシリーズ」と女子野球を全国各地に広める目的で4球団が2日間のトーナメントで戦う「ティアラカップ」の2シリーズで行われることとなった。また英語表記を「Japan Women's Baseball League」、略して「JWBL」と改めることも明らかにされ、公式サイトやブログ等も一新された。
- 2月14日、リーグのホームページがリニューアルされ、イースト・アストライア以外の3球団は前年までの関西3球団をそれぞれ継承することとなった。
- 川保麻弥・小西美加両選手をわかさ生活が推進するセカンドキャリアの試験に不合格のため、出場制限。
- 11月、高卒2年目を中心に大量解雇。最多勝大田秀奈美・江嶋あかり・中川実咲らを自由契約。
- 第3回 女子野球ジャパンカップ＠静岡草薙球場【優勝：サウスディオーネ】[19]
  - 【高校】埼玉栄高校／神村学園高等部／蒲田女子高校／福知山成美高校
  - 【大学】平成国際大学／尚美学園大学
  - 【クラブ】ホーネッツ・レディース／アサヒトラスト
  - 【プロ】イーストアストライア／ウエストフローラ／サウスディオーネ

### 2014年
- リーグの運営母体を「一般社団法人日本女子プロ野球機構」へ移行する[2]。これまでわかさ生活がリーグの冠スポンサーとして運営を全面的にバックアップしてきたことから、定着し続けてきた「女子プロ野球=わかさ生活」のイメージを払拭し、新たに多くのスポンサーの協賛を取り付けて、より一層の女子プロ野球の発展を目指す。ただ、わかさ生活との関係が断たれるというわけではなく、今後当リーグに所属する選手はこれまでの「個人事業主」から、わかさ生活の正社員として雇用することとなった[23][24]。
- 前年解雇された大田秀奈美がサウス・ディオーネに選手として復帰。同じく解雇された堀越美紀も解雇前と同じノース・レイアに復帰。
- イースト・アストライアにコーチとして、読売ジャイアンツから戦力外となった辻内崇伸が入団
- 11月2日、女子野球ジャパンカップにおいて、ノース・レイアが尚美学園大学に逆転負けを喫する。プロがアマチュアに抽選以外で負けるのは史上初。
- 12月、2015年度のシーズン概要を発表。ノース・レイアを育成チームに改組。
- 第4回 女子野球ジャパンカップ＠県営大宮球場（埼玉）【優勝：ウエストフローラ】[19]
  - 【高校】花咲徳栄高校／埼玉栄高校／蒲田女子高校／福知山成美高校
  - 【大学】平成国際大学／尚美学園大学
  - 【クラブ】ハマンジ／アサヒトラスト
  - 【プロ】イーストアストライア／ノースレイア／ウエストフローラ

### 2015年
- 2015年度から、より地域密着型の経営を展開することを目指し、それぞれのチームのホームタウンを制定。特定の自治体をホームタウンに定めるやり方は2012年以来となる。
  - ノース・レイア→「東北レイア」（ホームタウン・宮城県仙台市）
  - イースト・アストライア→「埼玉アストライア」（ホームタウン・埼玉県さいたま市）
  - ウェスト・フローラ→「京都フローラ」（ホームタウン・京都府京都市）
  - サウス・ディオーネ→「兵庫ディオーネ」（ホームタウン・兵庫県淡路市を中心とする淡路島地域）
- また、東北レイアは、当面競技力向上のため、新卒選手を中心とした育成型チーム（アカデミー。実質準会員）として活動することにし、レギュラーリーグは埼玉、京都、兵庫の3チーム総当たりの2シーズン制+日本シリーズ女王決定戦（プレーオフ）とする。
- 更に東北レイアを加えた4チーム参加による「チャレンジマッチ」と、カップ戦「ティアラカップ東北大会」、「ジャパンカップ」を行うとしている[25]
- 3月19日、今シーズンから東北レイアの球団代表職に就いた益田詩歩が、シーズン開幕9日前に代表解任。
- 2015年度月間MVP
  - 4月【投手部門】植村 美奈子 【打者部門】中野 菜摘
  - 5月【投手部門】里 綾実 【打者部門】三原 遥
  - 6月【投手部門】泉 由有樹 【打者部門】大山 唯
  - 7月【投手部門】植村 美奈子 【打者部門】三浦 伊織
  - 8月【投手部門】磯崎 由加里 【打者部門】川端 友紀
  - 9月【投手部門】小西 美加 【打者部門】厚ヶ瀬 美姫
  - 10月【投手部門】村田 詩歩 【打者部門】岩谷 美里
- 第5回 女子野球ジャパンカップ＠県営大宮球場（埼玉）【優勝：兵庫ディオーネ】[19]
  - 【高校】駒沢学園女子高校／作新学院高校／花咲徳栄高校／埼玉栄高校
  - 【大学】尚美学園大学／至学館大学
  - 【クラブ】ハマンジ／アサヒトラスト
  - 【プロ】埼玉アストライア／兵庫ディオーネ／京都フローラ

### 2016年
- 各地で技術向上、女子野球の普及に努めていくため、「東北レイア」から「レイア」に名称を変更。
- 日本女子プロ野球リーグ公認リポーターとして、成田沙耶加が就任
- トヨタ自動車のCMにてOLのスーツを着たままスイングを披露し、「神スイング」として話題になった稲村亜美が埼玉アストライアの公認神サポーターに就任
- お笑い芸人・ギャラクシーのコータローが女子プロ野球応援芸人に就任
- 新入団選手
  - 笠原 優子（京都フローラ）
  - 坂東 瑞紀（埼玉アストライア）
  - 加藤 優（埼玉アストライア）
  - 榊原 梨奈（兵庫ディオーネ）
  - 海老 悠（レイア）
  - 大串 桃香（レイア）
  - 村松 珠希（レイア）
  - 松谷 比菜乃（レイア）
- 前期成績
  - 優勝 兵庫ディオーネ 18試合 13勝3敗2分 勝率.812
  - 2位 京都フローラ 18試合 7勝10敗1分  勝率.411
  - 3位 埼玉アストライア 18試合 6勝11敗1分 勝率.352
- 兵庫ディオーネ・里綾実選手の連続完投勝利や打線がかみ合い圧倒的な成績で前期優勝を飾る。
- 5月15日、ほっともっとフィールド神戸でオリックス・バファローズとのスペシャルコラボマッチを実施。男子プロ野球とタイアップするのは、リーグ初の試み。観客動員数は過去最高の7,823人。
- 2016年4月より女子プロ野球アプリ「女子プロ野球NAVI」の配信が開始。現在iOS版、Android版が公開され随時バージョンアップされている。女子プロ野球の最新情報の配信、リアルタイムな試合速報、球場で使えるクーポン配信など。
- 2016年度月間MVP
  - 3、4月【投手部門】里綾実 【打者部門】大山唯
  - 5月【投手部門】里綾実 【打者部門】寺部歩美
  - 6月【投手部門】小西美加 【打者部門】中田友実
  - 7月【投手部門】磯崎由加里 【打者部門】楢岡美和
  - 8月【投手部門】小西美加 【打者部門】橋本ひかり
  - 9月【投手部門】小西美加 【打者部門】楢岡美和
  - 10月【投手部門】里綾実 【打者部門】厚ヶ瀬美姫
- ホームラン
  - 2016年4月16日 兵庫ディオーネ　大山唯 わかさスタジアム京都
  - 2016年4月17日 京都フローラ　秋山かおり わかさスタジアム京都
  - 2016年5月28日 兵庫ディオーネ　田中朋子 わかさスタジアム京都
  - 2016年7月16日 埼玉アストライア　楢岡美和 川口市営球場
- 7月16日、甲子園に憧れる少女、桐谷花鈴が主人公のWebマンガ花鈴のマウンドが連載開始。
- 8月13日、同月20日・21日に開催予定だったティアラカップ宮城石巻大会の中止を急遽発表。
- 9月10日、伏見桃山城公園野球場にて小西美加がプロ通算300奪三振を達成
- 10月15日にほっともっとフィールド神戸で行われた女王決定戦で兵庫ディオーネが昨年女王の京都フローラを4-1で下し、アドバンテージ1勝がついていたため、2戦先勝で2016年女王となった。
- 第6回 女子野球ジャパンカップ＠ほっともっとフィールド神戸【優勝；兵庫ディオーネ】[19]
  - 【高校】神戸弘陵高校／京都外大西高校／福知山成美高校／神村学園高等部
  - 【大学】尚美学園大学／平成国際大学
  - 【クラブ】MSH医療専門学校／アサヒトラスト
  - 【プロ】兵庫ディオーネ／京都フローラ／埼玉アストライア

### 2017年
- 育成チームのレイアが本拠地を宮城から京都へ移転する。
- 1月12日、日本野球協議会の普及・振興委員会に加入[26]。
- 当初は「ヴィクトリアシリーズ」の試合を通年84試合とする予定としていたが、シーズン序盤からけが人が多く、万全の状態で当初計画していた試合数で開催するのは困難との判断で、24試合を取りやめとし、60試合とすることを決めた。このほかのカップ戦、年間決勝戦などは従前と同じ。[27]
- 12月2日　女子プロ野球コンベンション2017において兵庫ディオーネが愛知ディオーネと球団名を変え拠点を一宮市に移すと発表。
- ホームラン
  - 2017年3月25日 埼玉アストライア　川端友紀 わかさスタジアム京都
  - 2017年4月14日 埼玉アストライア　川端友紀 北神戸田園スポーツ公園野球場（兵庫）
  - 2017年4月18日 兵庫ディオーネ　榊原梨奈 わかさスタジアム京都
  - 2017年4月19日 京都フローラ　泉由希菜 わかさスタジアム京都
  - 2017年5月7日 京都フローラ　小西美加 わかさスタジアム京都
  - 2017年5月17日 兵庫ディオーネ　中田友実 わかさスタジアム京都
  - 2017年5月17日 兵庫ディオーネ　みなみ  わかさスタジアム京都
- 2017年度月間MVP
  - 3、4月【投手部門】里 綾実 【打者部門】川端 友紀
  - 5月【投手部門】植村 美奈子 【打者部門】三浦 伊織
  - 6月【投手部門】磯崎 由加里 【打者部門】岩谷 美里
  - 7月【投手部門】谷山 莉奈 【打者部門】田口 紗帆
  - 8月【投手部門】里 綾実 【打者部門】寺部 歩美
  - 9月【投手部門】谷山 莉奈 【打者部門】岩谷 美里
  - 10月【投手部門】磯崎 由加里 【打者部門】岩谷 美里
- 第7回 女子野球ジャパンカップ＠わかさスタジアム京都・伏見桃山球場（京都）【優勝：埼玉アストライア】[19]
  - 【高校】埼玉栄高校／福知山成美高校／開志学園高校／履正社高校
  - 【大学】尚美学園大学／至学館大学
  - 【クラブ】アサヒトラスト／ZENKO BEAMS
  - 【プロ】兵庫ディオーネ／埼玉アストライア／京都フローラ

### 2018年
- 兵庫県淡路市に拠点を置いていた「兵庫ディオーネ」が愛知県一宮市に移転し、「愛知ディオーネ」として活動を開始する。
- 2018年度月間MVP
  - 3、4月【投手部門】里 綾実 【打者部門】三浦 伊織[28]
  - 5月【投手部門】谷山 莉奈 【打者部門】楢岡 美和[29]
  - 6月【投手部門】松谷 比菜乃 【打者部門】田口 紗帆[30]
  - 7月【投手部門】小西 美加 【打者部門】岩谷 美里[31]
  - 8月【投手部門】龍田 美咲 【打者部門】奥村 奈未[32]
  - 9月【投手部門】古谷 恵菜 【打者部門】三浦 由美子[33]
- 第8回 女子野球ジャパンカップ＠わかさスタジアム京都【優勝：京都フローラ】[19]
  - 【高校】京都両洋高校／履正社高校／埼玉栄高校／横浜隼人高校
  - 【大学】日本大学国際関係学部／尚美学園大学
  - 【クラブ】アサヒトラスト／ハナマウイ
  - 【プロ】京都フローラ／愛知ディオーネ／埼玉アストライア

### 2019年
- 2019年度春季リーグ、夏季リーグ、秋季リーグMVP[34]
  - 春季リーグ
    - 【投手部門】＜最優秀投手賞＞龍田 美咲 ＜優秀選手賞＞小西 美加／堀田 ありさ／古谷 恵菜
    - 【打者部門】＜最優秀投手賞＞三浦 伊織 ＜優秀選手賞＞三原 遥／田口 紗帆／加藤 優
    - 【守備部門】＜最優秀投手賞＞三浦 由美子 ＜優秀選手賞＞寺部 歩美

  - 夏季リーグ
    - 【投手部門】＜最優秀投手賞＞植村 美奈子 ＜優秀選手賞＞小西 美加／森 若菜
    - 【打者部門】＜最優秀投手賞＞厚ヶ瀬 美姫 ＜優秀選手賞＞中村 茜／三浦 伊織／泉 由希菜

  - 秋季リーグ
    - 【投手部門】＜最優秀投手賞＞植村 美奈子 ＜優秀選手賞＞水流 麻夏
    - 【打者部門】＜最優秀投手賞＞三浦 伊織 ＜優秀選手賞＞泉 由希菜
- JWBL名誉理事の角谷は1月31日に行われた記者会見で、「今年集客数が倍にならなければ運営からの撤退（事実上の解散）も考える」などと発言[35]。リーグそのものの存続が危ぶむ声がある中、3月23日にヴィクトリアシリーズ開幕を迎えた[36][37]。
- 日本女子プロ野球機構は8月26日に行われた記者会見で、4球団を運営するために株主であるわかさ生活1社だけで100億近い費用を投じており、今のままだと来年以降のリーグ継続は困難だとして企業や団体に対して、新規参入を呼びかける事態となった[38]。
- 11月1日、リーグ所属選手71人の約半数にあたる36人が今季限りで退団すると発表[39]。2014年以来、選手はわかさ生活の正社員として雇用されてきたが、契約見直しによりシーズンオフ期間は選手としての給与が出ないこととなった。オフ期間は社員としての業務を行うか、他の働き口を見つけることをわかさ生活側が求め、多くの選手と条件面で折り合わなかったことが大量退団の要因と報じられている[40][41]。
- 第9回 女子野球ジャパンカップ＠わかさスタジアム京都【優勝：埼玉アストライア】[42]
  - 【高校】札幌新陽高校／作新学院高校／福知山成美高校／履正社高校
  - 【大学】環太平洋大学／尚美学園大学
  - 【プロ】京都フローラ／埼玉アストライア

### 2020年
- 京都フローラ、埼玉アストライア、愛知ディオーネ、育成チーム・レイアの全4チームを京都府に集約し、新入団選手8名を含む計43名でシーズンを迎える。
- 「埼玉アストライア」「愛知ディオーネ」のチーム名は、いずれそれぞれの地域へ戻れるようにとの想いも込め変更されない。
- 育成チーム・レイアに所属する選手は、それぞれ京都フローラ、埼玉アストライア、愛知ディオーネにも所属しながら、これまで同様アマチュアチームとの対外試合も行っていく（京都フローラ：6選手、埼玉アストライア：6選手、愛知ディオーネ：5選手）。
- 2月3日、女子プロ野球クライシスー創設者10年の告白ー現代書林より出版[43]。
- 2月10日、片桐諭が理事に就任。
- 3月10日、新型コロナウイルスの影響により、開幕を4月23日に延期することが発表された。3月28日 - 4月22日に予定されていた試合は延期するが、状況によっては中止となる可能性もある[44]。
- 4月9日、新型コロナウイルスの影響により、開幕を無期限延期することが発表された[45]。
- 5月25日、角谷建耀知が理事を退任[46]。
- 5月26日、山本貴博が理事に就任[46]。
- 5月27日、延期されていた開幕日が6月23日に決定したことを発表[47]。
- 6月23日、新型コロナウイルス感染拡大のため延期されていた開幕が無観客で開催された[48]。
  - 無観客試合で行われる間の試合結果について、安全に試合を行うため、翌日に公表されると発表[49]。

### 2021年
- 前年全日程終了後から2年連続で退団者が相次ぎ43人中26人が退団し、2月時点でリーグ戦ができない状況になっている[50]。
- 3月15日に、登録選手が若干名となったため、2021年の公式戦を開催しないことが発表された[51][52]。
- 4月30日現在退団、引退を表明していない選手は岩谷美里、西山小春、柳理菜の3選手のみだったが、7月21日、3選手が試合機会を求めるという理由で退団を発表し、所属選手が0人になったため、事実上の消滅となった[53]。
- 12月30日、活動の無期限休止を発表した[5]。全国各地の高等学校において、女子硬式野球部が結成され、2021年8月には長年の悲願であった全国高等学校女子硬式野球選手権大会決勝の阪神甲子園球場開催が実現。更に近年ではNPB（日本野球機構）のプロ野球チームでも女子の野球チームが発足し、全国に小学生から社会人まで数多くの女子野球人口が増えたことから当初の目的が達成したことを理由としている[5][54][55]。

## 概要

### 2009年8月24日初期構想発表時
- 2010年4月、関西の2チーム（京都アストドリームスと兵庫スイングスマイリーズ）で開幕。
- 初年度は2チームで開幕するが、将来的には球団数を増やしたい意向。
- 選手は18歳以上の女性が対象で、1チーム13 - 15人で構成（2009年10と11月に関東と関西でトライアウト実施）。
- 選手にはシーズン中（3 - 10月）の8か月間、給与（金額未定）を支給。また、住宅補助なども検討中。
- 監督、コーチ等指導者には元プロ野球選手を起用。
- リーグは4 - 10月に行い、前後期合わせて30 - 40試合を予定。
- 運営費は1球団1億3000万 - 1億5000万円で、リーグ運営費を含めると3億円超となる見込み。
- 当面は興行収入が見込めない為、株主のわかさ生活の全面バックアップを受けるが、将来的には新たなスポンサーを獲得し、新規参入球団も募っていきたいとしている。

### 開幕までの動き
- 太田幸司スーパーバイザーは2009年9月17日付インタビューで、本拠地未確定の1球団について、神戸で立ち上げる事を示唆する発言を行っている[56]。
- 2009年12月21日のドラフト会議後の記者会見において、選手の年俸は最低200万円からとすること、経費削減のため選手寮は球団ごとには分けずに当面1ヶ所にまとめる方針などが明らかにされている[57]。
- 公式戦のうち数試合は関東での開催を検討しており、各球団はアマチュアに混じって全日本女子硬式野球選手権大会にも参加する予定である[58][59]。
- 第4回IBAF女子野球ワールドカップセレクション不参加について機構は、選手と協議した結果、今年はリーグ初年度で重要なシーズンであることから、当リーグでの40試合を最優先したいという選手の意思を尊重した、としている。

### 拡張の動き
2010年のコンベンションにおいて、日本女子プロ野球機構代表の片桐諭は2012年に3球団目となるチームを参入させると明言した。本拠地は大阪になると報じられている。その後、2011年8月15日に「来季から3球団目となる新球団を関西地区で発足させる」と正式発表し、2011年12月13日に大阪ブレイビーハニーズの発足を発表した。また、選手の振り分けについては拡張ドラフトなどの戦力均衡化策は一切行わず、機構が一方的に指名した選手で構成されている。代表となる背尾匡徳は機構幹部も兼務しており、リーグの公平性に問題があると一部から批判されたが、後に背尾本人が機構の運営からは外れていると主張している。だがしかし女子プロ野球は経済面や集客面に大きな厳しさを抱えており、「経費削減のために対戦チームと同じバスに乗る」、「1週間のうち6日間はビラ配りによる宣伝活動」という厳しい実情が一部で報道されている。
2012年10月29日、次年度より東京に新球団設立が発表された。12月1日に、関東で新球団を設立と発表。新球団設立に伴い、ユースチームの関東チーム設立も発表 。しかし2013年1月17日の新体制発表では、関東を拠点とするチームの設立こそ発表されたものの、ユースチームについては言及されなかった。

## リーグ構成球団
監督は2020年終了時点のものである。
| チーム名         | 参加年度    | 本拠地       | 監督       | ヘッドコーチ | 兼任コーチ | 歴代球団名                                                                                   | チームカラー |
| ---------------- | ----------- | ------------ | ---------- | ------------ | ---------- | -------------------------------------------------------------------------------------------- | ------------ |
| 京都フローラ     | 2010 - 2020 | 京都府京都市 | 川口知哉   |              |            | 京都アストドリームス（2010-12）→ウエスト・フローラ（2013・14）                               |              |
| 愛知ディオーネ   | 2010 - 2020 | 京都府京都市 | 厚ヶ瀬美姫 |              |            | 兵庫スイングスマイリーズ（2010-12）→サウス・ディオーネ（2013・14）→兵庫ディオーネ（2015-17） |              |
| 埼玉アストライア | 2013 - 2020 | 京都府京都市 | 新原千恵   |              |            | イースト・アストライア（2013・14）                                                           |              |
| レイア ※育成球団 | 2012 - 2020 | 京都府城陽市 |            |              |            | 大阪ブレイビーハニーズ（2012）→ノース・レイア（2013・14）→東北レイア(2015)                   |              |

ヴィクトリア・シリーズでは、2013年度はウエスト・フローラとサウス・ディオーネが合流した「オールウエストJAPAN」、イースト・アストライアとノース・レイアが合流した「オールイーストJAPAN」の2球団により試合を行っていたが、2014年からは東西それぞれ2チームずつによる対抗戦（後述）となっており、連合チームとしての編成ではなくなった。
| チーム              | 監督 | コーチ | 構成球団                               | チームカラー |
| ------------------- | ---- | ------ | -------------------------------------- | ------------ |
| オールウエストJAPAN |      |        | ウエスト・フローラ、サウス・ディオーネ |              |
| オールイーストJAPAN |      |        | イースト・アストライア、ノース・レイア |              |

リーグ設立当初は日本野球機構(NPB)で選手・監督などとして活躍した人物が監督を務めていたが、設立時からコーチとして選手の指導にあたっていた松村豊司と川口知哉が、松村は2012年途中から、川口は2013年からそれぞれ監督に就任。また2012年の川保麻弥を皮切りに現役選手が兼任コーチを務めたり、引退した選手がリーグに残って指導にあたることも多くなった。2013年途中には初のJWBL出身監督（同時に初の女性監督）として坪内瞳がレイアの監督に就任。2014年には前年限りで引退した川保と河本悠が監督に、新原千恵がコーチになるなど、JWBL生え抜きの指導者が多くなってきている。

## 試合方式

### 2010年・2011年度
京都アストドリームスと兵庫スイングスマイリーズによる前後期各20試合（ホーム・アンド・アウェー10試合ずつ）の2シーズン制を採り、それぞれのシーズンで優勝チームを決定する（勝利数が並んだ場合は優勝決定プレーオフを行う）。年間優勝は前後期の優勝チームが同じ場合はそのチーム、異なる場合は1試合制の年間優勝決定戦の勝者とする。
- 2010年度は当初40試合の通年制で優勝チームを決めることにしていたが、開幕から兵庫が5連勝したのを受けて5月18日に前後期の2シーズン制に変更することが発表され（年間の試合数は変更なし）、2011年度も同様の方式で行われた。
- 2011年度はレギュラーシーズンとは別に京都府や兵庫県以外の都道府県での地方開催を通して、女子野球の普及を目指す「シンデレラシリーズ」10試合を開催し、順位もレギュラーシーズンとは別扱いで付けた。

### 2012年度
試合方式は前年度までと同様であるが、大阪ブレイビーハニーズが参入して3球団となったため、シーズンの各球団ごとの対戦数は20から10となった。また勝率1位が2球団ずつ以上出た場合は勝利数の多いチームを優勝とし、勝利数も同じ場合は優勝決定プレーオフを行うこととした。
- 後期は最終戦の大阪対京都10回戦を前に、先に全日程を終えていた兵庫が9勝9敗2分け、大阪と京都が8勝8敗3分けで3球団が勝率5割で並んでいた。したがって、大阪対京都の勝敗が付いた場合は勝利チームが、引き分けの場合は勝利数で上回る兵庫が優勝することになっていた（結果は大阪が勝利し優勝）。

### 2013年度
トーナメント戦である「ティアラカップ」とリーグ戦である「ヴィクトリアシリーズ」を並行して行う。ティアラカップは4球団による2日間のトーナメント戦を全国23地域で行い、それぞれの地域ごとに順位を決める（1地域で4試合、計92試合）。ヴィクトリアシリーズは、ウエスト・フローラとサウス・ディオーネの選抜チームであるオールウエストJAPANと、イースト・アストライアとノース・レイアの選抜チームであるオールイーストJAPANによるリーグ戦を9試合行う（各チームとも試合ごとに18選手を登録）。

#### ルール

##### 「ティアラカップ」
- 基本的に土曜、日曜の2日間にわたるトーナメントで、各ステージごとに土曜日の初日に1回戦2試合、日曜日の2日目に順位決定戦2試合を行い、各ステージの1位獲得回数の多い2チームがグランドチャンピオンをかけた「ティアラカップ年間女王決定大会」（11月にさいたま市で開催）に進出する。
  - この女王決定大会は2戦2勝制とし、1位の回数が最も多かったチームにはあらかじめアドバンテージ1勝分を加えることとし、アドバンテージを含めた2勝をしたチームが総合優勝となる。従ってアドバンテージを持つチームは1勝した時点で総合優勝獲得となる。
  - 1位の回数が並んだ場合は当該チームの直接対決の成績、さらにそれでも同じ場合は2位の獲得回数が多いチームに出場権を与える。
- 試合は7回制とし、試合開始から1時間45分を経過した時点で次のイニングに入らない（7回を満たさなくても、規定時間を過ぎた場合はそのイニングの完了をもってコールドゲームとみなす）。但し決勝戦に限り時間制限は設けず、最大9回までの延長戦を行う。
- 雨天などにより試合継続が不可能（コールド）な場合は5回終了時をもって試合成立とみなす。
- 規定の試合時間・回数を満了、および雨天コールドゲーム時に同点であった場合は抽選で勝者を決定する。
- 予告先発は行わない。

雨天中止時の対応
基本的に大会は土曜・日曜の2日間のみとし、翌月曜日を予備日に設定している一部の大会を除き、雨天中止時は月曜日への延期は行わない。月曜日が予備日の場合にも、火曜日への順延は行わない。
- 初日の2試合が中止となった場合　2日目に1回戦の2試合のみを行い、順位決定戦は行わずその大会のステージ順位は定めない。
- 初日の1試合のみが中止となった場合　2日目に中止になった残りの1回戦1試合のみを行い、順位決定戦は行わずその大会の順位は定めない。
- 2日目に悪天候が予想される場合　基本的にはプログラム通りに第1試合に3位決定戦、第2試合に決勝戦を行うが、決勝戦を第1試合に繰り上げる場合もある。
- 2日目のいずれか1試合、または2試合とも中止となった場合　決勝戦が行われない場合はその大会のステージ順位は定めないが、予備日が設定されている大会がある場合は、その予備日に中止となった試合を順延開催することもある（原則として試合進行は上記のそれぞれの方法に準じる）。

##### 「ヴィクトリアシリーズ」
- 「オールイーストJAPAN」（ノース・レイアとイースト・アストライアの連合軍）対「オールウェストJAPAN」（ウェスト・フローラとサウス・ディオーネの連合軍）による9試合の対戦。（2013年は2試合が中止＜延期なし＞となったため、7試合開催された）
- 9試合の勝率の高いチーム（実質2チームであるので勝ち越したチーム）が同シリーズの総合チャンピオンとなる。ただし勝敗がタイであった場合は全日程終了後プレーオフを行って総合チャンピオンを決める。
- 試合は7回制。延長戦は時間制限はなく、最大9回までとする。
- 雨天などにより試合継続が不可能な場合は5回終了時をもって試合成立とみなす。
- 規定の回数を満了、および雨天コールドゲーム時に同点であった場合は引き分けとする。
- 予告先発は行う
- ベンチ入り選手は18人とし、1試合ごとに登録選手の変更ができるようにする。

なお、当初はティアラカップを16地域で計64試合、ヴィクトリアシリーズを前後期12試合の24試合行う予定であったが、ティアラカップの開催希望が多かったため試合数を変更した。

#### 個人賞の扱い
個人賞については「ティアラカップ」「ヴィクトリアシリーズ」の各大会を通した通算成績によって決定する。
- 規定打席数　所属するチームの試合数×2倍したもの
- 規定投球回数　所属するチームの試合数と同じ
- 勝利投手については試合を5回まで終了し成立させたうえで、4回以上を投げた場合に権利発生とする
- セーブポイントについては、勝利投手権利を持たない投手が、
  - その勝利チームの最後の投手として最低1/3イニング（最初のイニングの1アウト）以上を投球すること
  - なおかつ相手への同点、ないしは逆転を許さないでリードを守って試合を完了させる。
  - さらにその上で、次の案件のうちで1つでも満たした場合にもセーブポイントが記録される場合がある

  1. 登板した段階で3点差以内のリードであれば少なくとも1イニング以上を投げる
  2. 登板時の状況が、迎える打者2人に被本塁打を与え、同点か逆転を許される状況である場合（この場合アウトカウントは関係ない。よって登板時にランナーなしであれば2点差以内、1人なら3点差以内、2人なら4点差以内、満塁であれば5点差以内がセーブポイント記録の条件となる）
  3. その投手が2イニングス以上投球している場合はリードを保っていれば点差に関係なくセーブポイントが記録される
  4. ただし、一旦セーブポイントが記録された後、放棄・没収が発生し、そのチームが負けとみなされた場合にはその投手のセーブ記録は抹消されてしまう。

### 2014年度
本年度はリーグ戦に当たる「ヴィクトリアシリーズ」を東西それぞれ2チームずつの対戦形式（西日本「フローラ対ディオーネ」、東日本「アストライア対レイア」をそれぞれ前期10、後期12の22試合）で行う。基本的に西日本→東日本…の順番で隔週ローテーション（週末を中心に各節2連戦を基本）で実施し、並行して年間4大会（前後期各2大会　1チームあたり8試合）のカップ戦「ティアラカップ」も実施する。これとは別にアマチュアチームを加えたカップ戦「ジャパンカップ」にも女子プロ野球参加4チームが出場する予定である

#### 順位決定方法
- 地区ごとに、年間30試合を前期14、後期16（トーナメント戦各ステージ4ずつの8試合を含む）に分け、それぞれのステージにおいての勝率の最も高いチームをそのステージの1位とする。同じ勝率である場合、勝利数、得失点差、総得点数をもとに算出。
- 前後期それぞれの1位チームが同じ場合はそのチームが地区年間優勝となり、11月に行われる「日本シリーズ女王決定戦（年間女王決定戦）」（3戦2先勝制）に進出。前後期別々のチームが1位である場合は、まず地区年間優勝をかけた1ゲームプレーオフを10月に行い、その勝者が年間女王決定戦に進出する。

レギュラーシーズンは東地区は前期・アストライア、後期・レイアがそれぞれ1位となったために行われた地区優勝決定1ゲームプレーオフに勝利したアストライアが、西地区は前後期完全制覇でフローラがそれぞれ地区優勝となり、この2チームによる年間女王決定戦はフローラが2連勝してリーグ総合優勝となった

#### 個人賞の扱い
個人賞については地区年間優勝決定プレーオフを含めたすべての大会の成績を参考としてシーズン終了後に発表する。角谷賞(MVP)・太田幸司賞・敢闘賞（投手部門と打者部門）・最優秀新人賞・新人特別賞が設けられた。

### 2015年度
2015年度の公式戦は、正会員3チームは正規リーグ戦・ヴィクトリアシリーズ（他の2チームと年間24回総当たり=48試合）+育成型チームの東北レイアと3回総当たりを行うチャレンジマッチ（後述）、およびレイアを加えた4チームによるカップ戦「ティアラカップ宮城石巻大会・宮城利府大会」（2大会。1大会につき2試合）の年間55試合を組む。
シーズン優勝決定は従来通り前後期2シーズン制で、前期25試合・後期30試合で、チャレンジマッチ・ティアラカップの成績（ヴィクトリアシリーズ=各ステージにつき12回ずつ総当たり24試合、チャレンジマッチ=前期1回、後期2回総当たり、ティアラカップ宮城石巻大会・宮城利府大会の2大会2試合ずつ）も通算した勝率によって決定（同勝率の場合は1ゲームプレーオフで1位を決定）し、それぞれのステージ勝率1位チーム同士で対戦するが、同一チームが前後期完全制覇した場合でも開催されることになり、この場合は年間勝率2位のチームにも年間女王決定戦への出場権が与えられる。年間女王決定戦は3戦2勝制とする が、前後期同一チームが1位となった場合はそのチームに1勝分のアドバンテージを与えるため2試合（2戦2勝）制とし、1位チームは1勝すれば優勝となる。
レイアについては育成型チーム扱いとするため2015年度のヴィクトリアシリーズには参加しないが、他の3チームと3回総当たり（9試合<前期1回、後期2回総当たり>）を行う「チャレンジマッチ」を実施する。なお「チャレンジマッチ」単体では優勝決定戦を行わないが、公式戦となるため、正会員3チームのヴィクトリアシリーズのチーム賞、並びに育成型・レイアを含む4チームの個人賞の成績には反映される。またシーズン終了後、正会員によるレギュラーシーズン通算3位（最下位）チームとレイアによるジャパンカップ出場チーム決定戦（1ゲームプレーオフ）を行い、そこで勝利したチーム（引き分けの場合はレギュラーシーズン3位チーム）がジャパンカップ出場権を獲得する。
この他、前期と後期の中間に正会員3チームの選抜チームによるオールスター戦、7月には2回に分けて育成型・レイアを加えた4チームによるカップ戦「ティアラカップ宮城石巻大会、ティアラカップ宮城利府大会」（2大会それぞれで優勝を決めるが、同カップ戦のみでの年間総合優勝を決める方式とはしない）を行う計画になっている。

#### 試合規定
- 登録メンバーは1チーム17人まで、そのうちベンチ入り選手は1試合ごとに16人までとする
- 選手がけがなどの不可抗力でベンチ入りできない場合、女性の監督・コーチの選手登録、試合への出場を認める
- 全試合とも7イニングス制・（雨天などの不可抗力で中止となった場合など）5回終了をもって試合成立とみなす。時間制限・点差によるコールドゲームはなし。基本的には7回終了時同点の場合は引き分けだが、ステージ1位決定戦、年間女王決定大会については回数・時間無制限の延長戦とする。
- 全試合予告先発を採用し、原則として前日15時までに発表するが、雨天中止などのダブルヘッダーが生じた場合は、前の試合の終了後に発表する。
- 個人賞は、ヴィクトリアシリーズ（正規リーグ戦）、チャレンジシリーズ、ティアラカップのほか、ステージ1位決定戦、年間女王決定大会、ジャパンカップ出場チーム決定戦、オールスター戦を含めた総合成績により選定する。
  - 規定打席数=参加チームの試合数×2（年間110打席。育成型・レイアのみ28打席）
  - 規定投球回数=参加チームの試合数に同じ（年間55回。育成型・レイアのみ14回）[71]

### 2016年
正会員3チーム参加のリーグ戦を「ヴィクトリアシリーズ」（本拠地開催）と「シンデレラシリーズ」（地方開催）の2つに分けて実施。この他に育成型・レイアを加えた4チーム参加のカップ戦「ティアラカップ」、正会員3チームの選抜チームに育成型・レイアが挑戦する「チャレンジマッチ」の4大会+日本シリーズ女王決定戦（正会員による優勝決定戦）、ジャパンカップ出場チーム決定戦で構成される。
しかし、「シンデレラシリーズ」は、特に公式発表もないまま開催中止となった。

#### 共通ルール
- 試合は7回制。雨天その他により試合続行不可となった場合、5回終了時で試合成立・コールドゲームとみなす。
- ベンチ入りメンバーは1試合15人までを基本とする（但しレイアが出場するチャレンジマッチ・ティアラカップ・ジャパンカップ出場チーム決定戦のみ、対戦相手のチームは育成型・レイアの登録メンバー人数に合わせるよう調整を行う）。
- 延長戦がある大会は最大9回まで行い、9回終了時で同点の場合は引き分けとする。
- 予告先発は試合前日17時を基本として発表するが、ダブルヘッダーなどが生じる場合は、その前の試合終了後に発表する。

#### 試合規定
- 正会員3チームの公式戦は全体で42試合で、「ヴィクトリアシリーズ」は前後期各16試合の計32試合、シンデレラシリーズが各大会当たり1回総当たり×3ステージの6試合、ティアラカップが各大会当たり2試合×2ステージの4試合で構成する。
- シンデレラシリーズは延長戦は行わない。シーズン通年の順位とは別にシンデレラシリーズ3大会のみを通算した順位（勝率順。同勝率の場合は得失点差。それでも同じ場合は当該チームを同順位とする）を決定し、1位チームを表彰する。
- ティアラカップも原則としてシンデレラシリーズと同じルールを適用するが、同点の場合、1回戦は延長戦を行わずに抽選で勝敗を決定、決勝戦は9回まで延長を行い、同点の場合は両チームの優勝とみなす（ステージ単位の優勝は決めるが、ティアラカップ自体の年間総合優勝は行わない）。
- 通年の総合優勝については
  - シーズンを前期18試合（ヴィクトリアシリーズ16+ティアラカップ2）、後期24試合（ヴィクトリアシリーズ16+ティアラカップ2+シンデレラシリーズ6）のそれぞれのステージごとに勝率順で順位を決め、同勝率の場合ステージ1位をかけたワンゲームプレーオフを行い各ステージ1位を決定する。この場合、9回終了時で引き分けの場合は直接対決の勝率を参考としてステージ1位チームを決定。
  - 日本シリーズ女王決定戦は各ステージの1位チーム同士で争う（但し両ステージとも同じチームが1位だった場合は、そのチームに1勝分のアドバンテージを付けて、年間勝率2位チームと対戦）。3戦2勝制（アドバンテージありの場合は2戦2勝制）とし、7回制（延長9回まで）。2-3試合終了時に引き分け等があり勝ち星が同じだった場合は年間勝率1位のチームの優勝とみなす。
- ジャパンカップ出場決定戦は年間勝率3位チームと育成型・レイアによる対戦。7回制（延長9回まで）とし、勝利チームがジャパンカップ出場権獲得となる（9回終了時に引き分けで終わった場合は3位チームの勝ち抜けとみなし、ジャパンカップ出場権を与える）。
- 育成型・レイアと正会員3チーム選抜によるチャレンジマッチは全試合レイアのホーム扱いとする。正会員3チームのチーム賞順位には反映されないが、個人賞は反映される。
- 個人賞については上記のすべての公式戦にオールスターを加えた総合成績で決定する。規定出場回数は打者は試合数×2打席、投手は試合数と同じ回数。

### 2017年
当初はリーグ戦にあたる「ヴィクトリアシリーズ」を年間84試合（正会員3チームが1チーム当たりのホームアンドアウェー28回総当たりの84試合を消化）とする予定だったが、けが人が多く、万全の状態で全試合を開催することは困難という理由で、24試合（2回総当たり相当分）を中止、年間60試合（1チーム当たりのホームアンドアウェー20回総当たりで60試合を消化）に変更された。日本シリーズ年間女王決定戦（1-2試合）、カップ戦（ティアラカップ2大会・8試合=1チーム当たり最大4試合、ジャパンカップ出場チーム決定戦=3位対育成型・レイアとの1試合）、およびオールスター1試合は当初の予定通りであり、個人賞の対象試合数は全体で95-96試合だったのを、71-72試合に変更された。また、育成型・レイアについては、2016年まで行った「チャレンジマッチ」は廃止され、ティアラカップ（最大4試合）とジャパンカップ出場チーム決定戦の5試合のみとなった。
年間順位の決定方法は、今季から1年通年制となった「ヴィクトリアシリーズ」と「ティアラカップ」の総合成績（年間最大44試合）をもとに決定し、同じ勝率の場合は当該チーム間の直接対決→得失点差の順で決定。このレギュラーシーズンの1位チームについては「2017年レギュラーシーズン優勝」として表彰される。その後、レギュラーシーズン上位2チームで争う優勝決定戦「日本シリーズ女王決定戦」は年間1位チームにあらかじめゲーム差に関係なく、1勝分のアドバンテージを与えた状態で最大2試合を行い、先にこのアドバンテージを含めた2勝を挙げたチームが「年間女王」（総合優勝）となる。
個人賞については、試合数が少ないレイアは表彰対象から外し、リーグ戦に参加する正会員3チームの成績を参考とする。また育成型・レイアから昇格した一部の選手は、新人賞審査のノミネート対象とする。
また「チャレンジマッチ」を廃止した代わりとして、育成型・レイアの選手を対象とするトライアルゲームを随時実施する。レイアから正会員3チームへ昇格（移籍）する選手の選定については、毎月月末に発表し、翌月から試合出場権利を付与する。ただしトライアルゲームに出場するレイアの選手は、原則として投手30イニングス、打者60打席までとし、個人成績については公式戦の記録に反映、チーム賞についてはレイアの選手が「所属」する各クラブの選手の成績にそのまま反映する。また試合は対戦チームそれぞれのユニフォームを着用するが、背番号はレイア登録時のものと準ずる。なおレイアから正会員3チームに昇格（移籍）する選手が決定した場合でも、正会員3チームからレイアに降格することはない。

### 2020年

#### イニング
- 開催試合に応じて7イニング制（1日2試合開催時）、9イニング制（1日1試合開催時）の2形式イニング制を導入。
  - 7イニング制
    - 5イニング終了をもって、試合成立とする。
    - 4イニング終了をもって、勝利投手の権利を獲得するものとする。

  - 9イニング制
    - 5イニング終了をもって、試合成立とする。
    - 5イニング終了をもって、勝利投手の権利を獲得するものとする。

※5月27日の会議で以下に変更
- 開催試合に応じて5イニング制（1日2試合開催時）、7イニング制（1日1試合開催時）の2形式イニング制を導入。

#### リエントリー制度
- 一度ベンチに下がった選手でも再出場することができる。
- リエントリー（再出場）は何回でもできる事とする。
- 但、1イニング再出場できるのは1選手1回のみ。
- 女子プロ野球主催公式試合で導入（ヴィクトリアシリーズ、オールスターゲーム、女王決定戦）

#### リクエスト制度
- 7イニング制、9イニング制と共に各チーム1試合1度限り監督よりリクエストを申請することが出来る。リクエスト申請により判定が覆った場合、リクエスト要求回数は減少しない。
- リクエスト対象プレーは、タッチプレー、フォースプレー、ホームラン、ダイレクトキャッチか否かの判定に限定するものとする。（判定が覆った場合はリクエスト要求回数は減少しない。）※ビデオ判定は責任審判（永見審判部長）が判断し判定する。

#### 登録選手
- 各球団所属選手に加え、女性監督、女性コーチの選手登録、試合出場を認める。

### 2021年
- 選手全員退団のため中止。

## リーグ記録

### 歴代優勝チーム
- 2010年
  - 年間総合優勝：兵庫スイングスマイリーズ
  - 前期：兵庫スイングスマイリーズ
  - 後期：兵庫スイングスマイリーズ
- 2011年
  - 年間総合優勝：兵庫スイングスマイリーズ
  - 前期：兵庫スイングスマイリーズ
  - 後期：兵庫スイングスマイリーズ
- 2012年
  - 年間総合優勝：大阪ブレイビーハニーズ
  - 前期：京都アストドリームス
  - 後期：大阪ブレイビーハニーズ
- 2013年
  - ティアラカップ年間総合優勝：イースト・アストライア
  - ヴィクトリアシリーズ年間総合優勝：オールイーストジャパン（イースト・アストライア、ノース・レイアの選抜軍）
- 2014年
  - 年間総合優勝：ウエスト・フローラ
  - 東地区年間優勝：イースト・アストライア
    - 前期1位：イースト・アストライア、後期1位：ノース・レイアとなったため、1ゲームプレーオフにて優勝を決定

  - 西地区年間優勝：ウエスト・フローラ
    - 前後期両ステージ1位の完全優勝
- 2015年
  - 年間総合優勝：京都フローラ
  - 前期：京都フローラ
  - 後期：京都フローラ
- 2016年
  - 年間総合優勝：兵庫ディオーネ
  - 前期：兵庫ディオーネ
  - 後期：兵庫ディオーネ
- 2017年
  - 年間総合優勝：埼玉アストライア
  - リーグ優勝：兵庫ディオーネ
- 2018年
  - 年間総合優勝：愛知ディオーネ
  - リーグ優勝：京都フローラ
- 2019年
  - 年間総合優勝：京都フローラ
  - 春季リーグ優勝：京都フローラ
  - 夏季リーグ優勝：京都フローラ
  - 秋季リーグ優勝：埼玉アストライア
- 2020年
  - 年間総合優勝：愛知ディオーネ
  - ヴィクトリアシリーズ優勝：愛知ディオーネ

### 個人記録
2020年シーズン終了時点

#### シーズン記録

##### 打者
（所属は記録したシーズン当時のチーム）
| 項目                     | 選手名     | 所属         | 記録   | 達成年度 |
| ------------------------ | ---------- | ------------ | ------ | -------- |
| 最多安打                 | 三浦伊織   | フローラ     | 85本   | 2019年   |
| 最高打率（規定打席以上） | 三浦伊織   | フローラ     | .500   | 2014年   |
| 最多二塁打               | 岩谷美里   | フローラ     | 24本   | 2018年   |
| 最多三塁打               | 三浦伊織   | ドリームス   | 9本    | 2010年   |
| 最多本塁打               | 岩谷美里   | アストライア | 5本    | 2017年   |
| 最多打点                 | 岩谷美里   | アストライア | 38打点 | 2017年   |
| 最多勝利打点             | 村松珠希   | フローラ     | 7打点  | 2019年   |
| 最多勝利打点             | 寺部歩美   | ディオーネ   | 7打点  | 2016年   |
| 最多勝利打点             | 中平千佳   | アストライア | 7打点  | 2013年   |
| 最多得点                 | 三浦伊織   | フローラ     | 42得点 | 2019年   |
| 最高長打率               | 三浦伊織   | フローラ     | .769   | 2014年   |
| 最多四球                 | 星川あかり | ディオーネ   | 46個   | 2019年   |
| 最多死球                 | 金山亜莉紗 | フローラ     | 11個   | 2016年   |
| 最高出塁率               | 三浦伊織   | フローラ     | .567   | 2014年   |
| 最多三振                 | みなみ     | アストライア | 44個   | 2019年   |
| 最多犠打                 | 三原遥     | ディオーネ   | 27本   | 2015年   |
| 最多犠飛                 | 川保麻弥   | スマイリーズ | 7本    | 2010年   |
| 最多併殺打               | 梅本由紀   | ドリームス   | 10本   | 2010年   |
| 最多盗塁                 | 三浦伊織   | フローラ     | 38盗塁 | 2017年   |

##### 投手
（所属は記録したシーズン当時のチーム）
| 項目                           | 選手名     | 所属              | 記録      | 達成年度         |
| ------------------------------ | ---------- | ----------------- | --------- | ---------------- |
| 最多登板                       | 宮原臣佳   | ディオーネ        | 32試合    | 2013年           |
| 最多投球回数                   | 宮原臣佳   | ディオーネ        | 145回     | 2013年           |
| 最多勝利                       | 小西美加   | スマイリーズ      | 16勝      | 2011年           |
| 最高勝率（規定投球回以上）     | 大田秀奈美 | アストライア      | .929      | 2013年           |
| 最優秀防御率（規定投球回以上） | 矢野みなみ | フローラ          | 1.10      | 2014年           |
| WHIP（規定投球回以上）         | 里綾実     | ディオーネ        | 1.04      | 2016年           |
| 最多奪三振                     | 里綾実     | ディオーネ        | 69個      | 2015年           |
| 最多完投                       | 里綾実     | ディオーネ/レイア | 16試合    | 2019,2016,2014年 |
| 最多完投勝                     | 里綾実     | ディオーネ        | 13勝      | 2016年           |
| 最多完封                       | 植村美奈子 | フローラ          | 6勝       | 2019年           |
| 最多敗戦                       | 里綾実     | ディオーネ        | 13敗      | 2019年           |
| 最多失点                       | 小西美加   | フローラ          | 72点      | 2017年           |
| 最多自責点                     | 古谷恵菜   | アストライア      | 53点      | 2019年           |
| 最多自責点                     | 小西美加   | フローラ          | 53点      | 2017年           |
| 最多被安打                     | 小西美加   | ハニーズ          | 148本     | 2012年           |
| 最多被本塁打                   | 森若菜     | ディオーネ        | 3本       | 2018年           |
| 最多被本塁打                   | 亀田織音   | フローラ          | 3本       | 2020年           |
| 最多与四球                     | 小西美加   | フローラ          | 81個      | 2016年           |
| 最多与死球                     | 中島梨紗   | アストライア      | 19個      | 2014年           |
| 最多セーブ                     | 森若菜     | フローラ          | 18セーブ  | 2019年           |
| 最多ホールド                   | 谷山莉奈   | フローラ          | 6ホールド | 2015年           |

## 通算記録

### 打撃記録
| 順位 | 選手名     | 試合 |
| ---- | ---------- | ---- |
| 1    | 三浦伊織   | 468  |
| 2    | 岩谷美里   | 458  |
| 3    | 厚ヶ瀬美姫 | 449  |
| 4    | 中村茜     | 429  |
| 5    | 小西美加   | 390  |

| 順位 | 選手名     | 安打 |
| ---- | ---------- | ---- |
| 1    | 三浦伊織   | 569  |
| 2    | 厚ヶ瀬美姫 | 488  |
| 3    | 岩谷美里   | 432  |
| 3    | 川端友紀   | 432  |
| 5    | 中村茜     | 384  |

| 順位 | 選手名     | 二塁打 |
| ---- | ---------- | ------ |
| 1    | 三浦伊織   | 114    |
| 2    | 岩谷美里   | 96     |
| 3    | 中村茜     | 88     |
| 4    | 川端友紀   | 76     |
| 5    | 厚ヶ瀬美姫 | 64     |

| 順位 | 選手名     | 三塁打 |
| ---- | ---------- | ------ |
| 1    | 三浦伊織   | 39     |
| 2    | 川端友紀   | 35     |
| 3    | 厚ヶ瀬美姫 | 33     |
| 4    | 中村茜     | 31     |
| 5    | 岩谷美里   | 16     |

| 順位 | 選手名   | 本塁打 |
| ---- | -------- | ------ |
| 1    | 岩谷美里 | 13     |
| 2    | みなみ   | 6      |
| 3    | 泉由有樹 | 5      |
| 3    | 田口紗帆 | 5      |
| 5    | 小西美加 | 4      |
| 5    | 山崎まり | 4      |

| 順位 | 選手名     | 打点 |
| ---- | ---------- | ---- |
| 1    | 岩谷美里   | 235  |
| 2    | 中村茜     | 199  |
| 3    | 三浦伊織   | 195  |
| 4    | 川端友紀   | 192  |
| 5    | 厚ヶ瀬美姫 | 153  |

| 順位 | 選手名     | 盗塁 |
| ---- | ---------- | ---- |
| 1    | 三浦伊織   | 242  |
| 2    | 厚ヶ瀬美姫 | 118  |
| 3    | 川端友紀   | 98   |
| 4    | 小西美加   | 95   |
| 5    | 佐藤千尋   | 72   |

| 順位 | 選手名     | 犠打 |
| ---- | ---------- | ---- |
| 1    | 三原遥     | 100  |
| 2    | 小西つどい | 87   |
| 3    | 早田咲紀   | 68   |
| 4    | 田口紗帆   | 63   |
| 4    | 三浦由美子 | 63   |

| 順位 | 選手名     | 四球 |
| ---- | ---------- | ---- |
| 1    | 厚ヶ瀬美姫 | 247  |
| 2    | 三浦伊織   | 242  |
| 3    | 川端友紀   | 198  |
| 4    | 中村茜     | 179  |
| 5    | 三原遥     | 130  |

| 順位 | 選手名     | 死球 |
| ---- | ---------- | ---- |
| 1    | 滝澤彩     | 30   |
| 2    | 岩谷美里   | 29   |
| 2    | 三浦由美子 | 29   |
| 4    | 今井志穂   | 28   |
| 5    | 楢岡美和   | 27   |

| 順位 | 選手名     | 三振 |
| ---- | ---------- | ---- |
| 1    | 岩谷美里   | 151  |
| 2    | みなみ     | 143  |
| 3    | 山崎まり   | 100  |
| 4    | 小西美加   | 94   |
| 5    | 川崎ひかる | 88   |
| 5    | 寺部歩美   | 88   |
| 5    | 中田友実   | 88   |
| 5    | 三浦由美子 | 88   |

| 順位 | 選手名   | 併殺 |
| ---- | -------- | ---- |
| 1    | 岩谷美里 | 47   |
| 2    | 中村茜   | 30   |
| 2    | 三浦伊織 | 30   |
| 4    | 田中朋子 | 25   |
| 5    | 山崎まり | 23   |

| 順位 | 選手名     | 打率 |
| ---- | ---------- | ---- |
| 1    | 三浦伊織   | .383 |
| 2    | 川端友紀   | .373 |
| 3    | 厚ヶ瀬美姫 | .335 |
| 4    | 大倉三佳   | .324 |
| 5    | 岩谷美里   | .319 |

※通算500打席以上
| 順位 | 選手名     | 出塁率 |
| ---- | ---------- | ------ |
| 1    | 三浦伊織   | .475   |
| 2    | 川端友紀   | .467   |
| 3    | 星川あかり | .435   |
| 4    | 厚ヶ瀬美姫 | .434   |
| 5    | 河本悠     | .400   |

※通算500打席以上
| 順位 | 選手名     | 長打率 |
| ---- | ---------- | ------ |
| 1    | 三浦伊織   | .516   |
| 2    | 川端友紀   | .505   |
| 3    | 岩谷美里   | .442   |
| 4    | 厚ヶ瀬美姫 | .427   |
| 5    | 大倉三佳   | .423   |

※通算500打席以上
| 順位 | 選手名     | 三振率 |
| ---- | ---------- | ------ |
| 1    | みなみ     | .236   |
| 2    | 川崎ひかる | .167   |
| 3    | 中平千佳   | .158   |
| 4    | 星川あかり | .131   |
| 5    | 只埜榛奈   | .126   |

※通算500打席以上

### 投手記録
| 順位 | 選手名     | 登板 |
| ---- | ---------- | ---- |
| 1    | 小西美加   | 229  |
| 2    | 植村美奈子 | 184  |
| 3    | 里綾実     | 175  |
| 4    | 宮原臣佳   | 142  |
| 5    | 塩谷千晶   | 131  |

| 順位 | 選手名     | 完投 |
| ---- | ---------- | ---- |
| 1    | 里綾実     | 89   |
| 2    | 小西美加   | 64   |
| 3    | 植村美奈子 | 33   |
| 4    | 宮原臣佳   | 30   |
| 5    | 大田秀奈美 | 28   |

| 順位 | 選手名     | 完封 |
| ---- | ---------- | ---- |
| 1    | 小西美加   | 35   |
| 2    | 植村美奈子 | 17   |
| 3    | 里綾実     | 16   |
| 4    | 水流麻夏   | 10   |
| 5    | 宮原臣佳   | 9    |

| 順位 | 選手名     | 勝利 |
| ---- | ---------- | ---- |
| 1    | 小西美加   | 82   |
| 2    | 植村美奈子 | 66   |
| 3    | 里綾実     | 59   |
| 4    | 宮原臣佳   | 37   |
| 5    | 磯崎由加里 | 36   |

| 順位 | 選手名     | 敗戦 |
| ---- | ---------- | ---- |
| 1    | 里綾実     | 59   |
| 2    | 小西美加   | 55   |
| 3    | 植村美奈子 | 44   |
| 4    | 宮原臣佳   | 38   |
| 5    | 磯崎由加里 | 29   |

| 順位 | 選手名   | セーブ |
| ---- | -------- | ------ |
| 1    | 塩谷千晶 | 40     |
| 2    | 小西美加 | 26     |
| 3    | 森若菜   | 19     |
| 4    | 宮原臣佳 | 14     |
| 5    | 里綾実   | 13     |

| 順位 | 選手名     | ホールド |
| ---- | ---------- | -------- |
| 1    | 谷山莉奈   | 9        |
| 2    | 坂東瑞紀   | 8        |
| 3    | 泉由有樹   | 3        |
| 3    | 小西美加   | 3        |
| 3    | 塩谷千晶   | 3        |
| 3    | 松谷比菜乃 | 3        |
| 3    | 村田詩歩   | 3        |
| 3    | 笠原優子   | 3        |

| 順位 | 選手名     | 投球回    |
| ---- | ---------- | --------- |
| 1    | 小西美加   | 1022回1/3 |
| 2    | 里綾実     | 876回2/3  |
| 3    | 植村美奈子 | 773回2/3  |
| 4    | 宮原臣佳   | 577回     |
| 5    | 磯崎由加里 | 423回     |

| 順位 | 選手名     | 被安打 |
| ---- | ---------- | ------ |
| 1    | 小西美加   | 983    |
| 2    | 里綾実     | 897    |
| 3    | 植村美奈子 | 797    |
| 4    | 宮原臣佳   | 572    |
| 5    | 磯崎由加里 | 520    |

| 順位 | 選手名     | 被本塁打 |
| ---- | ---------- | -------- |
| 1    | 植村美奈子 | 6        |
| 2    | 小西美加   | 5        |
| 3    | 泉由有樹   | 4        |
| 3    | 磯崎由加里 | 4        |
| 3    | 里綾実     | 4        |
| 3    | 龍田美咲   | 4        |
| 3    | 谷山莉奈   | 4        |
| 3    | 古谷恵菜   | 4        |

| 順位 | 選手名     | 与四球 |
| ---- | ---------- | ------ |
| 1    | 小西美加   | 483    |
| 2    | 植村美奈子 | 361    |
| 3    | 泉由有樹   | 256    |
| 4    | 宮原臣佳   | 227    |
| 5    | 大田秀奈美 | 176    |

| 順位 | 選手名     | 与死球 |
| ---- | ---------- | ------ |
| 1    | 小西美加   | 70     |
| 2    | 宮原臣佳   | 57     |
| 3    | 植村美奈子 | 55     |
| 3    | 泉由有樹   | 55     |
| 5    | 里綾実     | 43     |

| 順位 | 選手名     | 奪三振 |
| ---- | ---------- | ------ |
| 1    | 小西美加   | 455    |
| 2    | 里綾実     | 411    |
| 3    | 植村美奈子 | 315    |
| 4    | 宮原臣佳   | 226    |
| 5    | 大田秀奈美 | 174    |

| 順位 | 選手名     | 暴投 |
| ---- | ---------- | ---- |
| 1    | 小西美加   | 75   |
| 2    | 植村美奈子 | 47   |
| 3    | 泉由有樹   | 29   |
| 4    | 大田秀奈美 | 28   |
| 5    | 宮原臣佳   | 24   |

| 順位 | 選手名     | 失点 |
| ---- | ---------- | ---- |
| 1    | 小西美加   | 447  |
| 2    | 植村美奈子 | 388  |
| 3    | 里綾実     | 349  |
| 4    | 宮原臣佳   | 300  |
| 5    | 泉由有樹   | 246  |

| 順位 | 選手名     | 自責点 |
| ---- | ---------- | ------ |
| 1    | 小西美加   | 348    |
| 2    | 植村美奈子 | 290    |
| 3    | 里綾実     | 282    |
| 4    | 宮原臣佳   | 217    |
| 5    | 泉由有樹   | 198    |

| 順位 | 選手名     | 防御率 |
| ---- | ---------- | ------ |
| 1    | 矢野みなみ | 1.79   |
| 2    | 半田渚     | 2.07   |
| 3    | 里綾実     | 2.25   |
| 4    | 小西美加   | 2.38   |
| 5    | 中島梨紗   | 2.51   |

※通算200イニング以上
| 順位 | 選手名     | 勝率 |
| ---- | ---------- | ---- |
| 1    | 龍田美咲   | .618 |
| 2    | 大田秀奈美 | .615 |
| 3    | 植村美奈子 | .600 |
| 4    | 小西美加   | .599 |
| 5    | 坂東瑞紀   | .581 |

※通算200イニング以上
太字は現役

## 優勝回数
| チーム名         | 回数 |
| ---------------- | ---- |
| 愛知ディオーネ   | 5    |
| 京都フローラ     | 3    |
| 埼玉アストライア | 2    |
| レイア           | 1    |

## 放送
テレビ
- 2010年4月23日の第1戦（わかさスタジアム京都）を同日深夜（日付上は4月24日）にABCテレビで1時間のダイジェスト版で中継放送された。それ以後の試合についても随時スカイ・エーまたはGAORAで不定期に放送されている。
- 2011年6月12日のほっともっとフィールド神戸で行われる試合をNHK大阪放送局製作で、近畿地方向けに13:50-16:00（京都のみJ2リーグ中継のため15時から飛び乗り。これとは別に6月13日深夜に録画版を放送）に生中継された。
- 衛星放送では2011年にビクトリーチャンネルにて「熱戦!女子プロ野球2011」と題したダイジェスト番組が放送されている。
- 2012年はケーブルテレビの関西地区J:COM及びベイコミュニケーションズにて「熱戦!女子プロ野球2012〜3年目の挑戦!!!3つどもえの激戦!!!〜」と題したダイジェスト番組を放送。またJ SPORTSにて「日本女子プロ野球リーグハイライト」（30分番組）が不定期に放送されている。
- 2013年度は東京メトロポリタンテレビジョン(TOKYO MX)で「夢・応援!女子プロ野球中継」を主に週末に放送していた。
- 2016年度はEXスポーツにてダイジェスト番組を放送する[75]。
- 2018年度もEXスポーツにおいて開幕からレギュラーシーズンの全試合を放送。

ラジオ
- 県域放送では2010年6月16日にMBSラジオで、通常「MBSタイガースナイター」を放送する時間枠を利用して尼崎市記念公園野球場での試合を放送する予定になっていたが、プロ野球交流戦の中日ドラゴンズ対北海道日本ハムファイターズの予備開催[76] が生じたため放送されなかった。その振り替えとして開催地のエフエムあまがさき（コミュニティ放送）[77] がMBS製作で生放送を行ったが、それ以後MBSでの女子野球の試合中継の企画はなされていない。
  - ただし、2010年10月18日の「マンデースペシャル」で女子野球特集を20時から21時に放送した（これは当初開催および放送予定だったセ・リーグクライマックスシリーズ第1ステージの阪神タイガース対読売ジャイアンツ第3戦が巨人の2勝0敗により開催および放送が無くなったため）。
- 2011年7月31日にわかさスタジアム京都で行われる試合がKBS京都ラジオで生中継され、これが県域局として初めてのラジオ中継となった。
- 2014年5月25日にはエフエムナックファイブにて、通常「SUNDAY LIONS」を放送する時間枠を利用してさいたま市営浦和球場でのティアラカップ埼玉大会の決勝戦を生中継した[78]。しかし放送枠は15:30までしか取られておらず7回裏2アウトの時点で中継終了。ゲームセットまで伝えることはできなかった。その後、11月15日には県営大宮球場での女王決定戦第2戦を中継している。
- 2018年6月からは関連ラジオ番組として以下の2番組が放送されている。
  - 女の子だって甲子園！〜夢、約束の聖地（スタジアム）〜（KBS京都制作、アール・エフ・ラジオ日本・東海ラジオ・ラジオ関西にネット、パーソナリティ：紫々丸（『花鈴のマウンド』原作者・わかさ生活社長）、海平和（KBS京都アナウンサー））
  - 花鈴のマウンドpresents 下地紫野の女子野球応援団!（文化放送『A&Gリクエストアワー 阿澄佳奈のキミまち!』内、パーソナリティ：下地紫野（声優・『花鈴のマウンド』CM桐谷花鈴役）、6月3日 - 8月25日）

インターネット
- 2016年よりスポナビライブで一部の試合を配信していた。
- 2020年は経営面を踏まえてライブ中継を行わず、試合後ダイジェスト動画を配信することが発表された。

## 所属していた著名チアリーダー
- 阿部まみ（元・秋田朝日放送フィールドキャスター）